# Val Studer
Pour les articles homonymes, voir Studer.
Le val Studer se situe dans l'archipel des Kerguelen dans les Terres australes et antarctiques françaises. La vallée d'origine tectonique et glaciaire traverse de part en part et en son cœur les montagnes de la péninsule Courbet de l'île principale. Quatre lacs occupent son centre et deux rivières la drainent en sens opposés. Elle doit son nom à son premier explorateur : le naturaliste Theophil Studer.

## Toponymie
La vallée est nommée Studerthal en l'honneur du naturaliste suisse Theophil Studer. Sur la carte de la Gazelle, elle est identifiée sous ce nom et sommairement représentée. Le val est précisément figuré sur la carte de la péninsule Courbet par Edgar Aubert de la Rüe. Il lui conserve le nom de son compatriote Theophil Studer,,, traduisant simplement Studerthal en val Studer. En 1971, le nom de val Studer est validé officiellement par la commission territoriale de toponymie des Terres australes et antarctiques françaises.

## Géographie

### Topographie
Le val entaille profondément les montagnes de la péninsule Courbet de part en part, depuis Port Élisabeth au nord jusqu'à l'anse aux Papous au sud. La vallée s'étend ainsi sur près de 25 km de long, tandis que sa largeur oscille entre 300 m et 1 km. La profondeur de l'entaille est remarquable : les altitudes, au fond de la vallée, ne dépassent jamais 80 m, alors que les monts qui l'encadrent dépassent régulièrement 700 m pour atteindre près de 1 000 m au mont Crozier. Plus précisément, le lac Supérieur, situé au centre du val sur le seuil entre les bassins versants de la rivière du Sud et la rivière Studer, s'étale à 68 m d'altitude ; mais sa profondeur maximale atteint 43 m,.

### Hydrographie

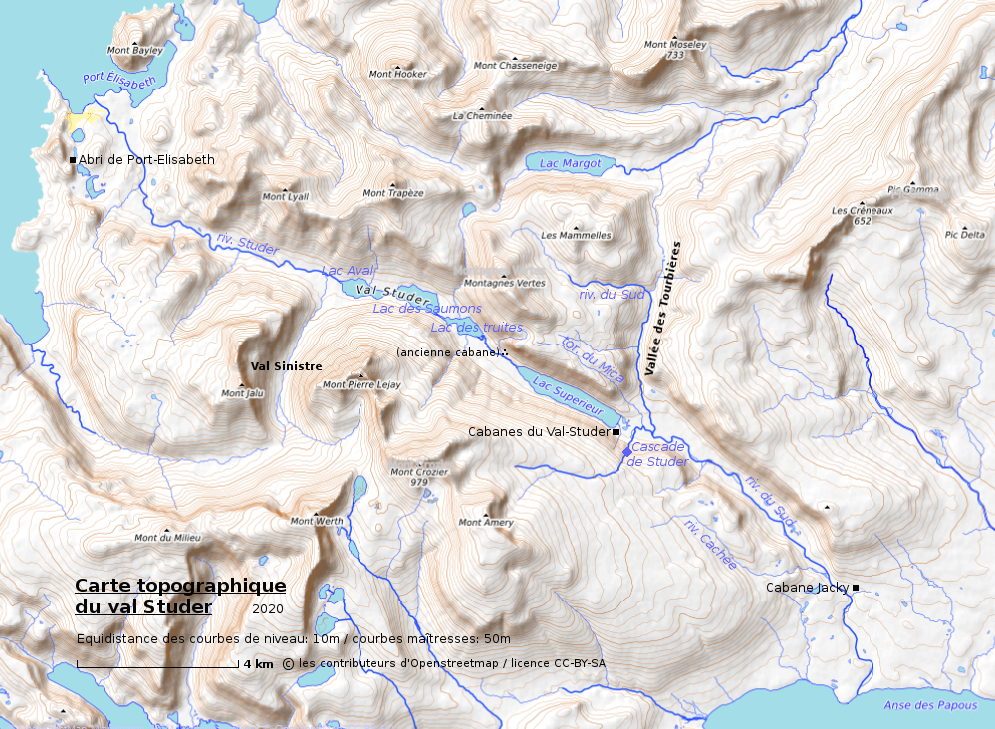
Carte topographique et hydrographique du val Studer, d'après OSM, modifiée (2020).

La vallée, très encaissée, est drainée sur les deux tiers de sa longueur vers l'ouest-nord-ouest par la rivière Studer et sur l'autre tiers vers le sud-est par la rivière du Sud. Le tiers central est occupé par une enfilade de quatre lacs : lac Supérieur, lac des Truites, lac des Saumons et lac Aval,. Les bassins versants des deux rivières ne sont séparés au niveau du val que par un seuil bas et marécageux.
Des flancs de la vallée descendent de nombreux torrents comme le torrent du lac Froid dont le cône de déjection sépare le lac des Truites du lac des Saumons. De plus, deux vallées encaissées rejoignent le val Studer : la vallée des Tourbières et le val Sinistre. Sur le flanc nord, la vallée des Tourbières rejoint le val Studer en amont du lac Supérieur, apportant les eaux de la rivière du Sud dans le val Studer. Sur le flanc sud, le val Sinistre se connecte en aval du lac Aval. C'est aussi à l'amont du lac Supérieur que confluent deux torrents avec la rivière du Sud : le torrent du Mica qui prend sa source au pied des montagnes Vertes et le torrent du mont Amery qui débouche sur le val par une cascade remarquable désignée comme la cascade,.

### Géologie
La morphologie de la vallée évoque une origine tectonique, de type graben, secondé par l'érosion glaciaire. La profondeur de l'entaille constituée par le val Studer est remarquable. Ainsi le lac Studer à proximité de cette structure vient recouper l'ancienne caldeira de l'unité volcanique de Courbet. Les flancs de la vallée sont ainsi composés de basaltes faiblement inclinés, mis en place en surface entre 25 et 24 Ma dans un contexte volcanique de point chaud. Au contraire, les montagnes Vertes constituées par des roches grenues de types allant du gabbro à la syénite, datées de 26 Ma, témoignent d'une mise en place en profondeur au cœur du complexe volcano-plutonique dit des « montagnes Vertes », tandis que le fond est occupé par des sédiments fluvio-glaciaires et des alluvions,.

### Climat
Le climat est très marqué par le relief. Ainsi les précipitations sont supérieures de plus d'un tiers à celles mesurées à Port-aux-Français dans la plaine ouest de la péninsule Courbet. Les vents dominants s'engouffrent dans la vallée où ils sont amplifiés. Par temps calme, en revanche, les nuages stagnent au centre du val à quelques mètres du sol.

## Histoire

### Exploration

Carte du nord de l'archipel de Kerguelen dressée en 1875 par l'expédition allemande de la Gazelle.

En 1875, le val Studer est exploré lors de l'expédition allemande de la Gazelle par le naturaliste suisse Theophil Studer. Raymond Rallier du Baty, lors de sa première expédition dans l'archipel en 1908, mène une reconnaissance dans la vallée. En 1952, Edgar Aubert de la Rüe reprend l'exploration du val depuis la nouvelle station permanente de Port-aux-Français, tout juste créée en 1950. Il dresse une carte de la péninsule Courbet. Aubert de la Rüe y découvre un piquet vieux de quatre-vingts ans, reste du campement de Studer et de ses compagnons.

### Projet d'aménagement hydroélectrique
En 1955, afin de satisfaire les besoins en énergie électrique de Port-aux-Français, un ingénieur envisage la construction d'un barrage hydroélectrique sur la rivière du Sud à sa sortie du val. Toutefois le débit de la rivière est jugé insuffisant. Afin d'augmenter le débit, Il projette alors d'inverser le cours de la rivière Studer par un second barrage en aval du lac Aval. Ainsi les eaux de la rivière Studer reflueraient vers la rivière du Sud. Le projet n'est pas retenu.

### Introduction des Salmonidés
À la fin des années 1950 et au début des années 1960, le val Studer est choisi pour être un des tout premiers lieux d'acclimatation des Salmonidés aux Kerguelen. Les rivières et les lacs de l'archipel étaient jusque-là indemnes de tout poisson et même de tout vertébré aquatique. Les premières reproductions sont obtenues en 1962 sur la rivière Studer à partir de truitelles issues de la Truite commune (Salmo trutta). Elle correspondent à une lâcher de truitelles de 1959. En 1964, les premières reproductions de l'Omble de fontaine (Salvelinus fontinalis) sont observées sur les rivières Studer et du Sud. Elles font suite à des lâchers d'alevins deux ans auparavant. La truite est devenue dominante grâce à sa capacité à migrer en mer à la belle saison où elle bénéficie de proies abondantes et à retourner en eau douce à la mauvaise saison.

## Refuges

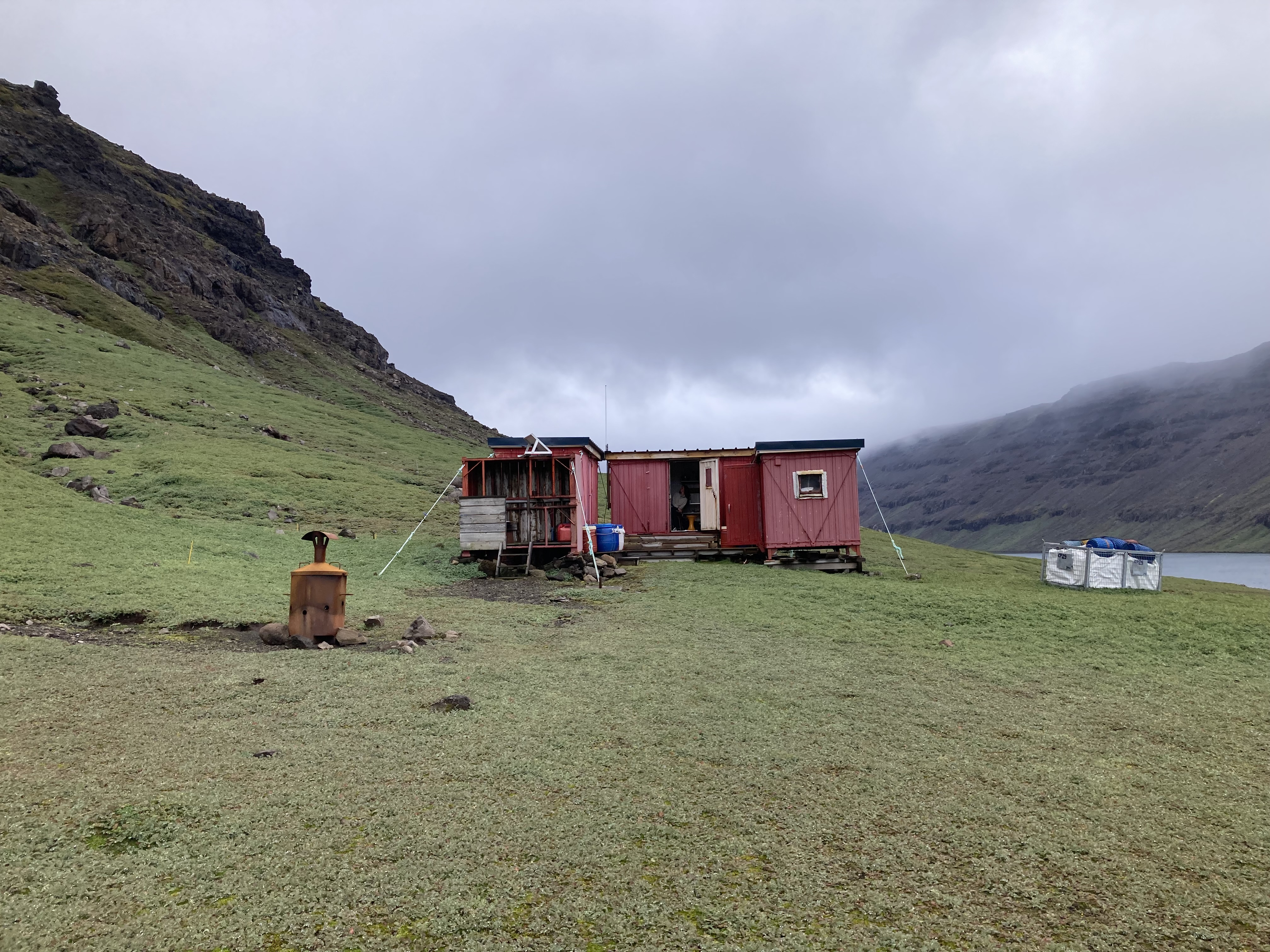
Cabane du val Studer, utilisée principalement dans le cadre de missions scientifiques.

À l'entrée sud du val Studer se situe la cabane Jacky, utilisée surtout pour les loisirs du personnel en mission à Port-aux-Français. Les deux autres refuges, du Val-Studer, en amont du lac Supérieur et l'abri de Port-Élisabeth à l’embouchure de la rivière  Studer, hébergent essentiellement les scientifiques lors de leurs travaux sur le terrain. Historiquement, l'ancien refuge du Val-Studer, disparu, se situait en aval du la Supérieur,,,.

## Philatélie
Un timbre postal paysager représentant le val Studer a été émis en 2005. Long de 4,8 centimètres et large de 2,7, il a été dessiné par Jacky Larrivière. Imprimé en taille-douce en feuille de vingt-cinq, il présente une valeur faciale de 0,90 euro.